# Jan Łukasiewicz (prawnik)
Jan Łukasiewicz (ur. w 1951 roku w Dynowie, zm. 28 września 2015) – polski prawnik, specjalizujący się w naukach administracyjnych i prawie administracyjnym, profesor nauk prawnych, nauczyciel akademicki związany z Uniwersytetem Rzeszowskim.

## Życiorys
Urodził się w 1951 roku w Dynowie, koło Rzeszowa. Po ukończeniu kolejno szkoły podstawowej i średniej podjął studia prawnicze na Uniwersytecie Marii Curie-Skłodowskiej w Lublinie, które ukończył magisterium. W 1974 roku rozpoczął pracę jako asystent w filii swojej macierzystej uczelni w Rzeszowie. W 1978 roku po uzyskaniu stopnia naukowego doktora otrzymał awans na stanowisko adiunkta. W 1991 roku Rada Wydziału Prawa i Administracji Uniwersytetu Marii Curie-Skłodowskiej nadała mu stopień naukowy doktora habilitowanego nauk prawnych w zakresie prawa na podstawie rozprawy nt. Prawne uwarunkowania skuteczności działań administracji państwowej. Rozprawa ta została wyróżniona w konkursie Państwa i Prawa organizowanym przez Instytut Nauk Prawnych Polskiej Akademii Nauk. W 2008 roku prezydent Polski Lech Kaczyński nadał mu tytuł profesora nauk prawnych.
Poza działalnością naukową i dydaktyczną pełnił także ważne funkcje organizacyjne. W latach 1999–2001 był prodziekanem Wydziału Prawa i Administracji Filii Uniwersytetu Marii Curie-Skłodowskiej w Rzeszowie, a po jego połączeniu z rzeszowską Wyższą Szkołą Pedagogiczną i przekształceniu w Uniwersytet Rzeszowski został dziekanem Wydziału Prawa Uniwersytetu Rzeszowskiego. Stanowisko to zajmował do 2008 roku. Był kierownikiem Katedry Nauki Administracji jako profesor zwyczajny. Był prezesem rzeszowskiego oddziału Towarzystwa Naukowego Organizacji i Kierownictwa (TNOiK) oraz członkiem Prezydium Zarządu Głównego TNOiK. Był również mediatorem w Podkarpackim Stałym Sądzie Polubowno-Arbitrażowym. Poza tym pracował w Zakładzie Nauk o Administracji w Zamiejscowym Wydziale Administracyjno-Prawnym w Rzeszowie w Wyższej Szkoły Administracji i Zarządzania w Przemyślu.
W 1989 roku otrzymał Medal Komisji Edukacji Narodowej za jakość kształcenia kadr kierowniczych na wniosek Towarzystwa Naukowego Organizacji i Kierownictwa.

## Ważniejsze publikacje
- Zarys nauki administracji, wyd. 3, Warszawa: "LexisNexis", 2007.
- Nauka administracji : wstęp do teorii administracji, wyd. 3 zm., Przemyśl: WSAiZ, 1998.
- Zasada organizacyjnej elastyczności aparatu administracji publicznej, Warszawa: "LexisNexis", 2006.
- Prawne uwarunkowania skuteczności działań administracji państwowej, Wydawnictwo UMCS, Lublin 1990.